# Lill-Pengsjön
Lill-Pengsjön är en sjö i Örnsköldsviks kommun i Ångermanland och ingår i Moälvens huvudavrinningsområde. Sjön har en area på 0,183 kvadratkilometer och ligger 273,8 meter över havet. Sjön avvattnas av vattendraget Pengsjöån (Degersjöån).

## Delavrinningsområde
Lill-Pengsjön ingår i det delavrinningsområde (706464-159574) som SMHI kallar för Utloppet av Lill-Pengsjön. Medelhöjden är 339 meter över havet och ytan är 3,07 kvadratkilometer. Räknas de 17 avrinningsområdena uppströms in blir den ackumulerade arean 148,85 kvadratkilometer. Pengsjöån (Degersjöån) som avvattnar avrinningsområdet har biflödesordning 2, vilket innebär att vattnet flödar genom totalt 2 vattendrag innan det når havet efter 95 kilometer. Avrinningsområdet består mestadels av skog (88 procent). Avrinningsområdet har 0,18 kvadratkilometer vattenytor vilket ger det en sjöprocent på 5,9 procent.